# Angelika Dubinski
Angelika Dubinski (Georgsmarienhütte, 1995. július 30. – ) német műkorcsolyázó.

## Pályafutása
Ötéves korában kezdett korcsolyázni Osnabrückben. 2007 óta Berlinben él, edzője Lena Lazarenko.

## Fordítás
- Ez a szócikk részben vagy egészben  az   Angelika Dubinski című német Wikipédia-szócikk fordításán alapul.  Az eredeti cikk szerkesztőit annak laptörténete sorolja fel. Ez a jelzés csupán a megfogalmazás eredetét és a szerzői jogokat jelzi, nem szolgál a cikkben szereplő információk forrásmegjelöléseként.